# Матей Георгиев
Матей Матев Георгиев е български адвокат и учител.

## Биография
Роден е на 20 август 1880 година в гр. Казанлък. Завършва Педагогическото училище в Казанлък. Работи като образцов учител в родния си град. Учи право в Лозана, Швейцария. Работи като учител и адвокат в София. Секретар на Казанлъшка дружба „Розова Долина“ в София с председател Михаил Тенев. Изследовател на историята на Казанлъшкия край, автор на книги и статии с краеведска и педагогическа тематика. Преводач с френски език - през 1910г. заедно с Жан Ягершмидт превеждат Бай Ганьо на френски език . Умира в София на 20 декември 1948 година.